# كاسيو راموس

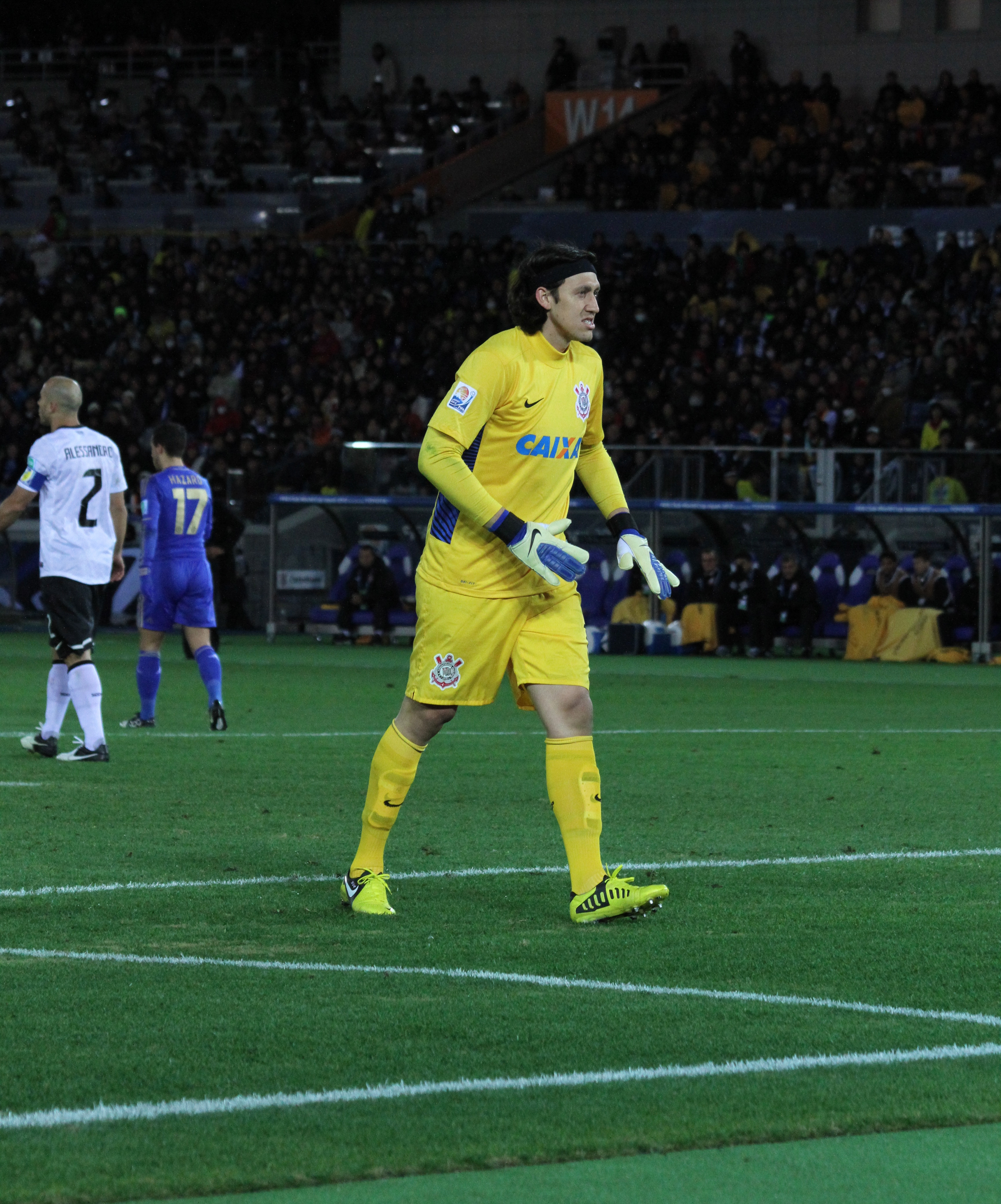

كاسيو روبرتو راموس (بالبرتغالية: Cássio Roberto Ramos‏) ويعرف باسم كاسيو فقط هو لاعب كرة قدم برزيلي في مركز حراسة المرمى ولد في يوم 6 يونيو 1987 في مدينة فيرانوبوليس في البرازيل، يلعب حالياً في صفوف نادي كورنثيانز وسبق له اللعب مع نادي سبارتا روتردام وبي إس في إيندهوفن في هولندا ومع نادي غريميو، كما لعب مع منتخب البرازيل لكرة القدم تحت 20 سنة ويبلغ طوله 196 سم.

## وصلات خارجية
- كاسيو راموس على موقع الاتحاد الدولي (مؤرشف)  (الإنجليزية)
- كاسيو راموس على موقع قاعدة بيانات كرة القدم.إي يو (الإنجليزية)
- كاسيو راموس على موقع ليكيب (الفرنسية)
- كاسيو راموس على موقع ناشيونال فوتبول تيمز (الإنجليزية)
- كاسيو راموس على موقع Soccerway.com (الإنجليزية)
- كاسيو راموس على موقع عالم كرة القدم.نت (الإنجليزية)
- كاسيو راموس على موقع AS.com (الإسبانية)
- كاسيو على موقع فوتبول بوز